# Бојд (Тексас)
Бојд (енгл. Boyd) град је у америчкој савезној држави Тексас. По попису становништва из 2010. у њему је живело 1.207 становника.

## Демографија
Према попису становништва из 2010. у граду је живело 1.207 становника, што је 108 (9,8%) становника више него 2000. године.
| Група             | 2000.       | 2010.       |
| Белци             | 908 (82,6%) | 947 (78,5%) |
| Афроамериканци    | 4 (0,4%)    | 4 (0,3%)    |
| Азијати           | 0 (0,0%)    | 0 (0,0%)    |
| Хиспаноамериканци | 154 (14,0%) | 222 (18,4%) |
| Укупно            | 1.099       | 1.207       |